# Guzal Sitdikova
Guzal Ramazanovna Sitdikova (en baskir: Гүзәл Рамаҙан ҡыҙы Ситдиҡова, en ruso: Гузаль Рамазановна Ситдыкова) es una famosa escritora, poeta, publicista y traductora baskir. Fue galardonada con el Diploma de Honor de la República de Bashkortostán en 2002 y la Medalla de plata del festival literario eurasiático 2017. Es miembro de la Comisión de Escritura Bashkir y de la Comisión de Escritura de la Federación Rusa. Fue líder de las Mujeres baskirias de la República de Bashkortostán desde 2004 hasta 2011. Desde 2012, participa en el movimiento voluntario internacional Wikimedia.

## Biografía
Guzal Ramazanovna Sitdikova nació el 10 de junio de 1952 en el pueblo de Inzer, distrito de Beloretsky de RASS de Baskiria en Rusia. En 1967, después de graduarse de una escuela de ocho años, ingresó a la Escuela Pedagógica de Beloretsk. Desde 1971 trabajó como tutora en el internado número 1, luego en varias instituciones educativas en la ciudad de Beloretsk.
En 1980 se graduó del departamento de bibliotecas del Instituto de Cultura del Estado de Cheliábinsk. Desde 1983 fue empleada, desde 1986, jefa del departamento y desde 1987, editora adjunta del periódico regional de Beloretsk "Ural".
De 1989 a 1995, fue editora en jefe del periódico regional "Ural" del distrito de Beloretsky. Al mismo tiempo, fue elegida Diputada Popular del Consejo Supremo de la ASR Baskir de la XII convocatoria (1991-1995). 
En 1995-2008 fue diputada de las convocatorias de la Asamblea Estatal de la República de Bashkortostán I-III y miembro de la convocatoria de la Cámara Pública de la República de Bashkortostán (2011-2012). En 2004-2011 fue elegida presidenta de la Sociedad de Mujeres Baskir de la República de Bashkortostán. Participó en el trabajo del Comité Ejecutivo de The World Qoroltai of the Bashkirs.

## Actividad creativa
Ha sido publicada desde 1976. Mientras trabajaba en el periódico regional "Ural", sus trabajos fueron publicados en la prensa republicana. La primera colección de sus poemas se publicó en el almanaque "Йәш көстәр" (Fuerzas jóvenes) en 1984. Es autora de 11 libros y una veintena de publicaciones científicas. 
Participa en el movimiento de Wikimedia como una de las editoras voluntarias, creando y editando regularmente artículos de la Wikipedia Bashkir, así como páginas de los proyectos Bashkir de Wikimedia Wikisource, Wiktionary.
Guzel Sitdykowa es aficionado a la poesía y las traducciones de lenguas extranjeras al idioma bashkir. Sus obras han sido traducidas al ruso.
Desde 1995 es miembro de la Unión de Escritores de la República de Bashkortostán, trabaja en diferentes géneros literarios: poesía, prosa, ensayo, literatura infantil. 